# Michael Praetorius
 Der er for få eller ingen kildehenvisninger i denne artikel, hvilket er et problem. Du kan hjælpe ved at angive troværdige kilder til de påstande, som fremføres i artiklen.

Michael Praetorius (født formodentlig 15. februar 1571, død 15. februar 1621), tysk komponist og musikforfatter. Han hedder egentlig Michael Schultz eller Michael Schultheiss.

## Liv og gerning
Praetorius' fader, den lutherske præst Michael Schulteis, var elev af Johann Walter. Efter skoleår i Torgau og Zerbst begyndte Praetorius et teologi- og filosofistudium i Frankfurt (Oder). Han modtog ingen formel musikundervisning men fik alligevel organistposten ved stedets Marienkirche, hvilken han havde i perioden han i 1587 til 1589. Fra 1592/93 befandt han sig efter eget udsagn i Wolfenbüttel og trådte her snart efter i tjeneste hos hertug Henrik Julius af Braunschweig-Wolfenbüttel. Han blev ansat ved hertugens hoffkapel, først som organist og fra 1604 som kapelmester.
Praetorius' første kompositioner kom i tiden omkring 1602/03. De offentliggjorte værker afspejler først og fremmest musiklivet ved hoffet i Gröningen, men samlingen indeholder også kompositioner, som Praetorius opførte under rigsdagen i Regensburg i 1603. Motetrerne i denne samling viser, at han var en af de første i Tyskland til at tage de opføringspraktiske muligheder i brug, som var udviklet i den nyere italienske musik.
Samlingen Musae Sioniae kom i perioden 1605–1610 og en samling liturgisk brugsmusik blev offentliggjort i 1611 (blandt andet messer, hymner, magnificatsatser). Til forskel fra de forbløffende "moderne" tidlige stykker var værkerne fra den midterste skabelsesperiode solidt plantet i den tyske tradition med protestantiske koralbearbejdelser.
Efter, at hertugen døde i 1613, var Praetorius kun til navnet i tjeneste hos efterfølgeren, hertug Friedrich Ulrich af Braunschweig-Wolfenbüttel, og var allerede i sørgeåret aktiv ved kurfyrst Johann Georg 1. af Sachsens hof i Dresden. Senere blev han leder for festmusikken ved store anledninger i Naumburg, Halle, Braunschweig, Halberstadt, Kassel og Darmstadt. Musikken, som han skrev for besætningen solosang, kor og instrumenter til disse anledninger, danner højdepunktet for hans kunstneriske virke. I begyndelsen af 1600-tallet var Praetorius den betydeligste repræsentant i Tyskland for den nye koncerterende stil, som var kommet fra Italien. Ved hoffet i Dresden, hvor Heinrich Schütz arbejdede fra 1615, var han Kapellmeister von Haus aus frem til sin død.
Den niedersachsiske musikpris Praetorius Musikpreis er opkaldt efter ham.

## Værker
Praetorius var en flittig komponist, som efterlod sig et stort antal værdifulde kirkekompositioner (messer, motetter, hymner, salmer etc.), men også verdslige danse og musikteoretiske skrifter. I de 1.244 korarrangementer og sangbearbejdelser, som blev udgivet i samleværket Musae Sioniae, gav han den musikalske arv fra sin tids reformation videre. Han udgav også en populær samling danse under titlen Terpsichore, navnet på den græske musen for dans, Terpsikhore. Frem for alt nåede han et bredt publikum med sin firstemmige sats af julesangen Es ist ein Ros entsprungen. Et moderne samleværk af hans kompositioner består af 20 bind plus registerbindet.
Praetorius fik stor betydning som musikteoretiker og forfatter af musikskrifter. Syntagma musicum (tre dele, udgivet mellem 1615 og 1619) er en af de vigtigste kilder til tysk opføringspraksis i den tidlige barok. Den første del på latin indeholder en teologisk-politisk begrundelse og retfærdiggørelse af musikken. De to næste dele – stort set på tysk – koncentrerer sig om musikpraksisen: han beskriver gamle og nye instrumenter (De Organographia) og belyser problemer i den musikalske terminologi såvel som tidens kompositions- og opføringspraksis.
Han bl.a. komponeret melodien "Gammel tysk dans". Han har også skrevet en courante, som Blackmore's Night indspillede en coverversion af på deres album Fires at Midnight fra 2001.